# Sardinski jezici
Sardinski jezici (Sardu, Saldu ISO 639: srd)   skupina su južnoromanskih jezika s otoka Sardinije, kojoj pripadaju kampidanski, logudorski, sasarski (sasareški) i galurski (galureški). Po svojim leksičkim i gramatičkim svojstvima najudaljenjiji su od ostalih romanskih jezika.

## Primjer jezika
Oče naš na narječju casteddaiu (kampidanski iz Cagliaria) 
santificau, su nomini tu
bengara a nosu, s'aregnu tu
sia fata sa, volontaoli tua
comente in su seelu ed aici in sa terra
su pani nostru de dogna di
donai si doi perdonaisi
eomente, nos atrus a perdanu
is olepiraris nostrus
no losseis avui in tentazioni
liberasi de moli aici siara

Na narječju nugorese (iz Nùora/Nùgora)
Ch'istas in sos chelos,
Santificadu siada
Su lumene Tuo;
Venzada a nois
Su regnu Tuo;
Sia fatta sa voluntade Tua
Comente i'su chelu
I'sa terra.
Dae nos oje su
Pane nostru cotidianu,
Perdona a nois sos
Peccados nostros
Comente nois los perdonamus;
Libera da ogni tentassione,

## Rječnik-usporedba
Usporedna tablica romanskih jezika:
| latinski                       | francuski | talijanski | španjolski | oksitanski  | katalonski | portugalski | rumunjski | sardinski        | sasarski | galurski         | korzički         |
| clave(m)                       | clef      | chiave     | llave      | clau        | clau       | chave       | cheie     | crae/crai        | ciabi    | chjai/ciai       | chjave/chjavi    |
| nocte(m)                       | nuit      | notte      | noche      | nuèit/nuèch | nit        | noite       | noapte    | notte/notti      | notti    | notti            | notte/notti      |
| cantare                        | chanter   | cantare    | cantar     | cantar      | cantar     | cantar      | cânta     | cantare/cantai   | cantà    | cantà            | cantà            |
| capra(m)                       | chèvre    | capra      | cabra      | cabra       | cabra      | cabra       | capra     | craba            | crabba   | capra/crabba     | capra            |
| lingua(m)                      | langue    | lingua     | lengua     | lenga'      | llengua    | língua      | limbă     | limba/lìngua     | linga    | linga            | lingua           |
| platea(m)                      | place     | piazza     | plaza      | plaça       | plaça      | praça       | piaţă     | pratha/pratza    | piatza   | piazza           | piazza           |
| ponte(m)                       | pont      | ponte      | puente     | pònt        | pont       | ponte       | pod'      | ponte/ponti      | ponti    | ponti            | ponte/ponti      |
| ecclesia(m)                    | église    | chiesa     | iglesia    | glèisa      | església   | igreja      | biserică  | cheja/cresia     | jesgia   | ghjesgia         | ghjesgia         |
| hospitale(m)                   | hôpital   | ospedale   | hospital   | espital     | hospital   | hospital    | spital    | ispidale/spidali | ippidari | spidali/uspidali | spedale/uspidali |
| caseu(m) lat.vulg.formaticu(m) | fromage   | formaggio  | queso      | formatge    | formatge   | queijo      | brânză    | casu             | casgiu   | casgiu           | casgiu           |

## Vanjske poveznice
- Ethnologue (14th)
- Ethnologue (15th)
- http://www.sardegnacultura.it/linguasarda/  Arhivirana inačica izvorne stranice od 25. veljače 2012. (Wayback Machine)
- http://www.limbasarda.it/gram/gram_iniz.html
- http://www.ditzionariu.org/  Arhivirana inačica izvorne stranice od 26. listopada 2012. (Wayback Machine)
- http://www.lingrom.fu-berlin.de/sardu/  Arhivirana inačica izvorne stranice od 10. ožujka 2012. (Wayback Machine)